# Münster-Südviertel

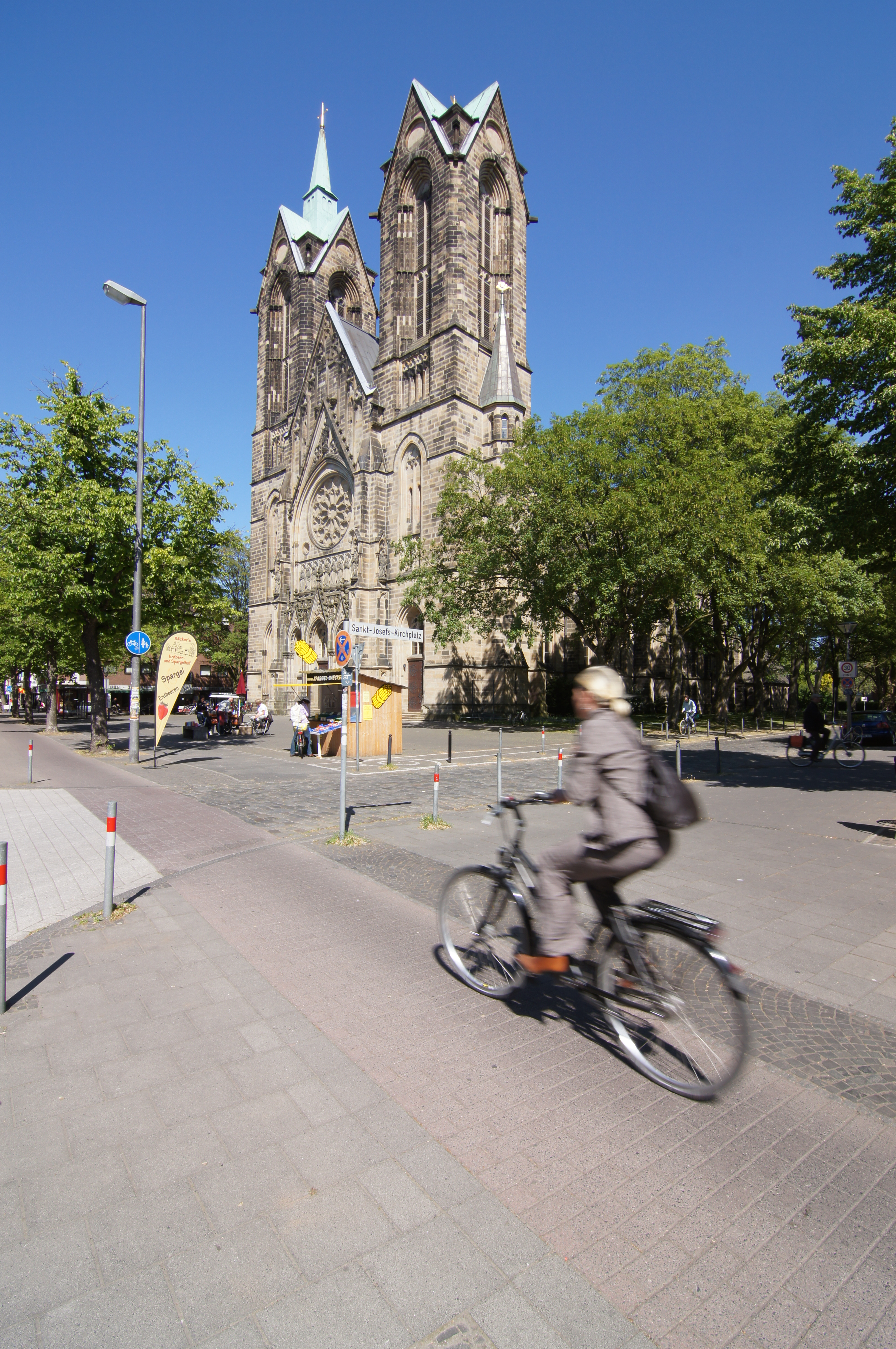
St. Joseph mit Kirchplatz an der Hammer Straße

Das Südviertel ist ein Innenstadtviertel der westfälischen Stadt Münster. Es gehört zum Kernbereich der Stadt und ist somit Teil des Stadtbezirks Mitte. Funktional betrachtet ist es relativ markant zweigeteilt: Der traditionell überwiegend von Arbeiterfamilien bewohnte nordwestliche Teil des Südviertels ist noch immer ein dicht besiedeltes Wohngebiet, während der südöstliche Teil aufgrund der Nähe zum ehemaligen Güterbahnhof industriell geprägt ist.
Da das Südviertel ein historisch gewachsenes Viertel ist, das nicht zu den offiziellen Stadtteilen der Stadt Münster gehört, ist seine Abgrenzung nicht eindeutig definiert. In einer Veröffentlichung des Südviertelbüros umfasst die Bezeichnung „Südviertel“ das Gebiet, welches sich über die drei offiziellen Stadtteile Josef, Geist und Alter Schützenhof erstreckt. Im Norden grenzt das Südviertel entlang der Moltkestraße/Hafenstraße an die Altstadt. Im Osten ist eine klare Grenze durch die Eisenbahn und den ehemaligen Güterbahnhof gegeben. Im Süden bildet die Umgehungsstraße die Trennlinie zum benachbarten Düesbergviertel und im Westen grenzt sich das Südviertel durch die Weseler Straße von den Stadtteilen Aaseestadt und Pluggendorf ab. Zentrum des Viertels ist die Josephskirche mit dem sich anschließenden Südpark an der Hauptverkehrsachse, der Hammer Straße (Bundesstraße 54).